# Североморск (городской округ)
ЗАТО город Северомо́рск — административно-территориальная единица со статусом закрытого административно-территориального образования (ЗАТО) в Мурманской области России и образованное на её территории муниципальное образование в статусе городского округа.
Административный центр — город Североморск.

## Устав
Устав муниципального образования «Городской округ ЗАТО г. Североморск» принят решением Совета депутатов муниципального образования ЗАТО г. Североморск от 13.12.2011 г. № 218.

## География
Расположен на Кольском полуострове, в 25 км к северо-востоку от Мурманска. Морской порт на восточном берегу незамерзающего Кольского залива Баренцева моря, военно-морская база и несколько посёлков-военных городков при ней.

## История
18 апреля 1951 года рабочий посёлок Ваенга получил статус города и переименован в Североморск.
26 ноября 1996 года Указом Президента РФ № 1606 «О преобразовании г. Североморска Мурманской области в закрытое административно-территориальное образование», город Североморск как крупная военно-морская база преобразован в ЗАТО с включением населённых пунктов: пгт Сафоново, пгт Росляково, Сафоново-1, Североморск-3, Щукозеро. Муниципальное образование ЗАТО Североморск Законом Мурманской области от 2.12.2004 г. № 530-01-ЗМО получило статус городского округа. По Указу Президента РФ от 03.11.2006 г. № 1229 «Об утверждении границ ЗАТО г. Североморск Мурманской области» площадь городского округа увеличилась с 32 км² примерно в 15 раз, достигнув 480 кв.км.
1 сентября 2014 года вышел Указ Президента Российской Федерации № 603 о выделении посёлка городского типа Росляково из состава ЗАТО город Североморск с 1 января 2015 года, и включении его в состав городского округа Мурманск.

## Население
| 2002    | 2009    | 2010    | 2012    | 2013    | 2014    | 2015    |
| ------- | ------- | ------- | ------- | ------- | ------- | ------- |
| 75 337  | ↘73 836 | ↘67 331 | ↗67 663 | ↘67 371 | ↘66 568 | ↘58 576 |
| 2016    | 2017    | 2018    | 2019    | 2020    | 2021    | 2023    |
| ↗59 764 | ↗60 423 | ↗61 976 | ↗62 604 | ↗63 870 | ↘50 796 | ↗50 949 |

Гендерный состав
Численность населения, проживающего на территории городского округа, по данным Всероссийской переписи населения 2010 года составляет 67331 человек, из них 35038 мужчин (52 %) и 32293 женщины (48 %).
Национальный состав
По переписи населения 2010 года из населения муниципального образования 85,0 % составляют русские, 8,0 % — украинцы, 1,8 % — белорусы, 1,0 % — татары, а также 4,1 % других национальностей.
По итогам переписи населения 2020 года проживали следующие национальности (национальности менее 0,1 % и другое, см. в сноске к строке «Другие»):
| Национальность | Численность, чел. | Доля     |
| -------------- | ----------------- | -------- |
| Русские        | 38 931            | 76,64 %  |
| Украинцы       | 1782              | 3,51 %   |
| Татары         | 438               | 0,86 %   |
| Белорусы       | 426               | 0,84 %   |
| Башкиры        | 301               | 0,59 %   |
| Табасараны     | 296               | 0,58 %   |
| Армяне         | 184               | 0,36 %   |
| Азербайджанцы  | 174               | 0,34 %   |
| Лезгины        | 163               | 0,32 %   |
| Чуваши         | 152               | 0,30 %   |
| Казахи         | 146               | 0,29 %   |
| Марийцы        | 146               | 0,29 %   |
| Даргинцы       | 105               | 0,21 %   |
| Аварцы         | 74                | 0,15 %   |
| Молдаване      | 60                | 0,12 %   |
| Другие         | 7418              | 14,60 %  |
| Итого          | 50 796            | 100,00 % |

## Состав городского округа
| № | Населённый пункт | Тип населённого пункта        | Население |
| - | ---------------- | ----------------------------- | --------- |
| 1 | Сафоново         | пгт                           | ↘4255     |
| 2 | Североморск      | город, административный центр | ↗43 394   |
| 3 | Североморск-3    | населённый пункт              | ↗2642     |
| 4 | Щукозеро         | населённый пункт              | ↘522      |

С 1 января 2015 года пгт Росляково стал микрорайоном города Мурманска.